# Eneas Perdomo
Eneas Perdomo Carrillo (El Yagual, Estado Apure, 11 de julio de 1930–Caracas, Venezuela, 25 de febrero de 2011), más conocido como Eneas Perdomo, fue un cantante y compositor venezolano.
Fue hijo de Vicente Perdomo y Rosa Carrillo de Perdomo. Desde muy joven se dedicó a las labores típicas del llano, laborando como peón de hato en La Vaicera, La Trinidad, Hato el Cedral, Fundo Nuevo. Estuvo desde muy joven realizando presentaciones en público, en radios y televisoras del país. En 1951 realiza su primera presentación en Radio Guárico de San Juan de los Morros. A partir de este momento se empieza a escuchar comentarios de un joven con un timbre de voz agradable y sentimiento al cantar.
Su primera grabación fue titulada “Soga, Despecho y Alero”, basada en la poesía de César Sánchez Olivo para el sello Discomoda, esta grabación se realizó hacia 1959, producción en la que fue acompañado por otra leyenda de la música llanera venezolana el Indio Figueredo, arpista legendario.
Con más de cuarenta producciones musicales de las que se desprenden grandes éxitos como: El coplero errante, Fiesta en Elorza, bajo el cielo llanero, adiós barrancas de Arauca. 
Durante su vida fue homenajeado en diversas oportunidades y son tantos los trofeos, placas y medallas de oro, plata y bronce que en su orden numérico sobrepasan las 200 condecoraciones, su talento y clase lo hacen merecedor a varias condecoraciones, entre las cuales se destacan:
- Orden del Libertador[3]
- Orden Ricardo Montilla
- Orden Emilio Sojo
- Orden Sol Del Perú
- Orden de Honor del Congreso de los EE.UU

El 19 de marzo de 1991 la alcaldía del Municipio Rómulo Gallegos, Elorza le rinde uno de los más grandes homenajes declarándolo hijo Ilustre, designando su composición Fiesta en Elorza como Himno Popular del Elorza, una avenida y una plaza con su busto que lleva su mismo nombre.

## Fallecimiento
Eneas Perdomo, quien fuese llamado el General en Jefe del canto venezolano falleció a la edad de 80 años, el 25 de febrero de 2011, en el Hospital Militar Dr. Carlos Arvelo, ubicado en Caracas, atravesando serios problemas de salud que le mantenían prácticamente inmovilizado y dejando detrás a su viuda doña Gloria, a sus hijos Gloria, Eneas júnior y Atamaica; en su funeral el presidente de la República Bolivariana de Venezuela, Hugo Rafael Chávez Frías le impuso postmortem la orden "Orden de los Libertadores" en su primera clase Gran Cordón. Su legado musical se aprecia en más de 40 discos grabados y recordados temas como "Fiesta en Elorza", "Las Queseras del Medio", "Pescador del Río Apure", "Semana Santa en Achaguas", "Adiós Barrancas de Arauca", "Palmaritales de Arauca", "Caminos de San Fernando", "Flor Sabanera", entre otros.

## Discografía
La discografía de eneas Perdomo es la siguiente 
| Año  | Título                    | Discográfica     |
|      | El Coplero Errante        |                  |
|      | Canto y coplero           | Discomoda        |
|      | Soy Coplero               |                  |
|      | A lo Criollo              | Discomoda        |
| 1964 | Bajo El Cielo Llanero     | Discomoda        |
| 1976 | Un señor cantante         | Discos Cachilapo |
| 1978 | Cantor de cielo y sabana  | Discos Cachilapo |
| 1979 | Fiesta En Elorza          | Discos Cachilapo |
|      | Adiós barrancas de Arauca |                  |
| 1980 | Romance De La Niña India  | Discos Cachilapo |
|      | Romancero del Corrio      | Discomoda        |
|      | Venezuela es Bellísima    | Discomoda        |
|      | Cantares de tierra llana  | Vene Vox         |
|      | Palma llano y cielo       | Metrópoli        |